# Aidan Gillen
Aidan Gillen, właśc. Aidan Murphy (ur. 24 kwietnia 1968 w Dublinie) – irlandzki aktor filmowy, telewizyjny i teatralny.

## Życiorys

### Rodzina i wykształcenie
Urodził się w Dublinie w rodzinie rzymskokatolickiej jako najmłodsze z sześciorga dzieci. W wieku 15 lat poznał swoją przyszłą żonę Olivię O'Flanagan. Pobrali się 7 lipca 2001, mają dwoje dzieci: syna Joego i córkę Berry. Kształcił się w dublińskiej szkole średniej St. Vincent's C.B.S. w Glasnevin.
Przyjął nazwisko swojej matki (Gillen), ponieważ inny aktor był już zarejestrowany w gildii aktorów jako Aidan Murphy.

### Kariera aktorska
Karierę aktorską zaczął w wieku 16 lat, występując w adaptacji Snu nocy letniej w lokalnym teatrze młodzieżowym. W późniejszym czasie przeniósł się do Londynu, gdzie od końca lat 80. zaczął grać na scenach tamtejszych teatrów.
W 1985 debiutował w telewizyjnym filmie krótkometrażowym The Drip. Dwa lata później zagrał jedną z głównych ról w dramacie Jacka Claytona Samotna pasja Judith Hearne u boku Maggie Smith i Boba Hoskinsa. Od początku lat 90. zaczął regularnie pojawiać się w brytyjskich serialach. Został obsadzony w głównej roli jako Gerard Quigley w amerykańsko-irlandzkim dramacie Spirala przemocy (1996) obok Helen Mirren.
Popularność przyniosła mu rola Stuarta Alana Jonesa w brytyjskim serialu Queer as Folk (1999–2000), za którą był nominowany do nagrody British Academy Television Awards.
W latach 2003–2004 występował na Broadwayu w sztuce The Caretaker według Harolda Pintera. Za tę rolę w 2004 uzyskał nominację do nagrody Tony w kategorii najlepszego aktora drugoplanowego.
W 2009 za rolę Tommy'ego Carcetti w serialu HBO Prawo ulicy otrzymał główną irlandzką nagrodę filmową IFTA dla aktora w roli pierwszoplanowej w produkcji telewizyjnej. Po raz drugi tę nagrodę zdobył trzy lata później za występ w irlandzkim serialu kryminalnym Love/Hate.
Od 2011 do 2017 występował w roli Petyra Baelisha w serialu Gra o tron produkowanym przez HBO. W 2018 zagrał menedżera muzycznego Johna Reida w Bohemian Rhapsody.

## Filmografia

### Filmy[9]
| Rok  | Tytuł                            | Rola                         |
| ---- | -------------------------------- | ---------------------------- |
| 1985 | The Drip                         | młody mężczyzna              |
| 1988 | The Courier                      | chłopiec odebrany przez Vala |
| 1992 | An Ungentlemanly Act             | Marine Wilcox                |
| 1993 | A Handful of Stars               | Tony                         |
| 1993 | Belfry                           | Dominic                      |
| 1995 | W kręgu przyjaciół               | Aidan                        |
| 1996 | Spirala przemocy                 | Gerard Quigley               |
| 1997 | Mojo                             | Baby                         |
| 1997 | Gold in the Streets              | Paddy                        |
| 1999 | Buddy Boy                        | Francis                      |
| 2000 | The Second Death                 | bilardzista                  |
| 2000 | Lorna Doone                      | Carver Doone                 |
| 2000 | Cień                             | Jeff Obold                   |
| 2000 | The Low Down                     | Frank                        |
| 2001 | My kingdom                       | Barry Puttnam                |
| 2002 | First Communion Day              | Seamus                       |
| 2002 | The Final Curtain                | Dave Turner                  |
| 2003 | Photo Finish                     | Joe Wilde                    |
| 2003 | Rycerze z Szanghaju              | Rathbone                     |
| 2004 | Problemy z miłością              | Conor                        |
| 2005 | Walk Away and I Stumble          | Paul                         |
| 2008 | Winda                            | Karl                         |
| 2009 | Freefall                         | Gus                          |
| 2009 | Wake Wood                        | Patrick                      |
| 2009 | 12 rund                          | Miles Jackson                |
| 2010 | Treacle Jr.                      | Aidan                        |
| 2010 | Thorne: Mięczak                  | Phil Hendricks               |
| 2011 | Blitz                            | Weiss                        |
| 2012 | The Good Man                     | Michael                      |
| 2012 | Mroczny Rycerz powstaje          | agent CIA                    |
| 2012 | Kryptonim: Shadow Dancer         | Gerry                        |
| 2013 | Scrapper                         | Ray                          |
| 2013 | Mister John                      | Gerry Devine                 |
| 2013 | Beneath the Harvest Sky          | Clayton                      |
| 2014 | Still                            | Carver                       |
| 2014 | Kalwaria                         | dr Frank Harte               |
| 2015 | Tak jak ja                       | Will                         |
| 2015 | Więzień labiryntu: Próby ognia   | Janson                       |
| 2016 | Młodzi przebojowi)               | Robert                       |
| 2017 | Pickups                          | Aidan                        |
| 2017 | The Lovers                       | Robert                       |
| 2017 | Król Artur: Legenda miecza       | Bill                         |
| 2018 | Bohemian Rhapsody                | John Reid                    |
| 2018 | Więzień labiryntu: Lek na śmierć | Janson                       |
| 2019 | Rose gra Julie                   | Peter                        |
| 2021 | Ci, którzy życzą mi śmierci      | Jack                         |

### Seriale[9]
- 1986: Screenplay jako Gypo
- 1999: Queer as Folk jako Stuart Alan Jones
- 2001: Dice jako Glenn Taylor
- 2003: Poirot jako Amyas Crale (odc. Five little Pigs)
- 2004: Prawo ulicy jako Thomas „Tommy” Carcetti
- 2005: Prawo i bezprawie jako Jimmy Colby
- 2010: Love/Hate jako John „Boy” Power
- 2010: Identity jako DI John Bloom
- 2011: Gra o tron jako Petyr Baelish
- 2013: Mayday jako Everett Newcombe
- 2014: Charlie jako Charles J. Haughey
- 2016: Quantum Break jako Paul Serene
- 2017: Urban Myths jako Timothy Leary
- 2017: Peaky Blinders jako Aberama Gold
- 2020: Project Blue Book jako doktor J. Allen Hynek
- 2021: Kin jako Frank Kinsella